# Per Røntved
Per Røntved (Frederiksberg, 27 januari 1949 – 16 mei 2023) was een profvoetballer uit Denemarken, die speelde als verdediger. Hij kwam het grootste deel van zijn loopbaan uit voor Werder Bremen. Røntved werd in 1972 uitgeroepen tot Deens voetballer van het jaar en was de eerste Deense voetballer die 75 caps behaalde voor het Deens voetbalelftal. Hij bereikte die mijlpaal op 10 november 1982 in de EK-kwalificatiewedstrijd in en tegen Luxemburg (1–2).

## Interlandcarrière
Røntved speelde in totaal 75 wedstrijden voor de nationale ploeg en scoorde elf keer voor zijn vaderland. Onder leiding van de Oostenrijkse bondscoach Rudi Strittich maakte hij zijn debuut op 25 juni 1970 in de vriendschappelijke uitwedstrijd tegen Zweden (1–1) in Göteborg. Hij viel in dat duel na 60 minuten in voor Jørgen Markussen. Røntved nam met zijn vaderland deel aan de  Olympische Spelen 1972 in München en fungeerde daar als aanvoerder.
Hij overleed op 74-jarige leeftijd aan de gevolgen van kanker.